# Kym Mazelle
Kym Mazelle (Gary, Indiana, 10 de agosto de 1960) es una cantante y compositora estadounidense. Es reconocida como una de las pioneras de la música house en el Reino Unido, siendo llamada "la primera dama del House". Su música combina elementos del R&B, soul, funk, disco y pop.

## Carrera
En 1987 trabajó con el productor de discos Marshall Jefferson en el sencillo "Taste My Love", publicado por el sello Police Records. En 1988 lanzó el sencillo "Useless (I Do not Need You Now"), un éxito en las listas de clubes que alcanzó el puesto # 53 en la lista de singles del Reino Unido. Su siguiente lanzamiento, "Wait", un dúo con Robert Howard de The Blow Monkeys en 1989, alcanzó el puesto # 7 en el Reino Unido. En 1989, el álbum debut de Mazelle Crazy fue lanzado en el Reino Unido y presentó el sencillo "Love Strain". El sencillo "Was That All It Was" devolvió a Mazelle al Top 40 del Reino Unido y "Useless (I Do not Need You Now") fue remezclado por Norman Cook.
En 1990 Mazelle se unió al grupo británico Soul II Soul. Aportó la voz principal en el sencillo "Missing You" de su segundo álbum Vol. II: 1990 – A New Decade, alcanzando un gran éxito en todo el mundo. En 1996 publicó una versión de la canción "Young Hearts Run Free" que apareció en la película de Baz Luhrmann de 1996 Romeo + Juliet. La banda sonora se convirtió en triple platino en los Estados Unidos.
La artistas encabezó el evento Liverpool Pride el 6 de agosto de 2011. El 3 de noviembre de 2011 encabezó el Prince's Trust Prince of Prince Charles Ball en Glasgow y ayudó a recaudar £93,000.00 para la caridad esa noche. El 6 de abril de 2013, su aparición en The Voice UK fue transmitida por la BBC. En 2017, Mazelle se embarcó en una gira celebrando su aniversario número treinta en la industria de la música.

## Discografía

### Álbumes
- Crazy / Brilliant! (1989)
- The Pleasure Is All Mine (2004)
- Destiny (2010)

### Recopilatorios
- Brilliant!! (1991)
- The Gold Collection (1996)